# Vila Verde (freguesia)
A Freguesia de Vila Verde foi uma freguesia portuguesa no Município de Vila Verde, que tinha 3,2 km² de área e, em 2011, 4 647 habitantes (densidade: 1 452,2 hab./km²).
A Freguesia de Vila Verde foi extinta (agregada), em 2013, no âmbito de uma reforma administrativa nacional, para, em conjunto com a Freguesia de Barbudo, formar uma nova freguesia denominada Vila Verde e Barbudo.

## População
| População da freguesia de Vila Verde | População da freguesia de Vila Verde | População da freguesia de Vila Verde | População da freguesia de Vila Verde | População da freguesia de Vila Verde | População da freguesia de Vila Verde | População da freguesia de Vila Verde | População da freguesia de Vila Verde | População da freguesia de Vila Verde | População da freguesia de Vila Verde | População da freguesia de Vila Verde | População da freguesia de Vila Verde | População da freguesia de Vila Verde | População da freguesia de Vila Verde | População da freguesia de Vila Verde |
| ------------------------------------ | ------------------------------------ | ------------------------------------ | ------------------------------------ | ------------------------------------ | ------------------------------------ | ------------------------------------ | ------------------------------------ | ------------------------------------ | ------------------------------------ | ------------------------------------ | ------------------------------------ | ------------------------------------ | ------------------------------------ | ------------------------------------ |
| 1864                                 | 1878                                 | 1890                                 | 1900                                 | 1911                                 | 1920                                 | 1930                                 | 1940                                 | 1950                                 | 1960                                 | 1970                                 | 1981                                 | 1991                                 | 2001                                 | 2011                                 |
| 989                                  | 1 013                                | 1 031                                | 1 320                                | 1 416                                | 1 232                                | 1 557                                | 1 605                                | 1 789                                | 1 725                                | 1 914                                | 2 237                                | 2 608                                | 3 813                                | 4 647                                |

## História
Integrou o extinto concelho de Vila Chã, do qual teve a sede. A partir de 1836, o concelho foi designado de Vila Chã e Larim. Em 24 de Outubro de 1855, aquele concelho foi extinto e Vila Verde foi constituida sede do novo concelho (atual município) de Vila Verde.

## Lugares
A Freguesia de Vila Verde englobava os seguintes lugares:
- Bom Retiro, Bouça, Cachada, Cagide, Campo da Feira, Carvalhosa, Cepelo, Coturela, Fafias (diminutivo de Egas Fafes de Lanhoso), Igreja Velha, Largo do Paço ou Oliveira, Monte de Baixo, Monte de Cima, Outeirinho, Pedome, Quintas e Reguengo.

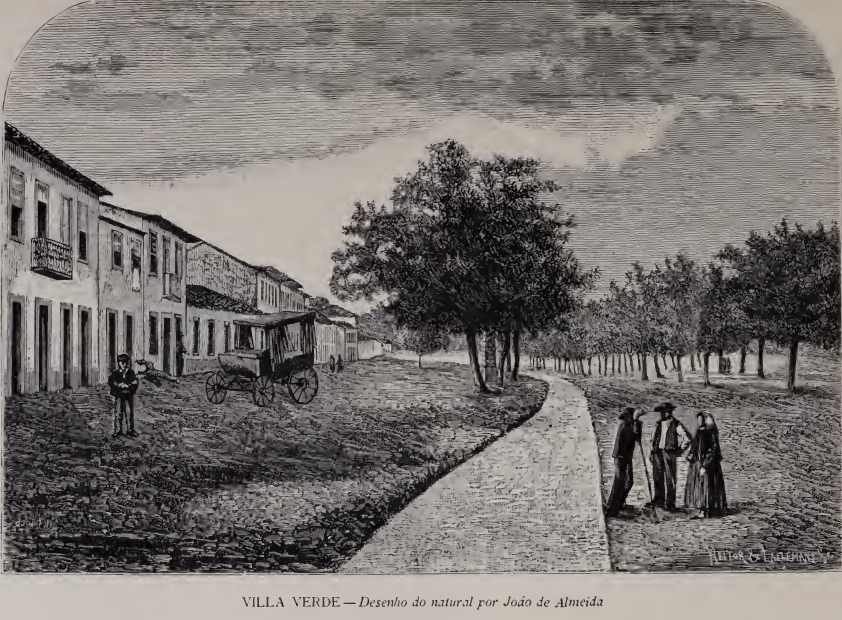
Vila Verde em 1887
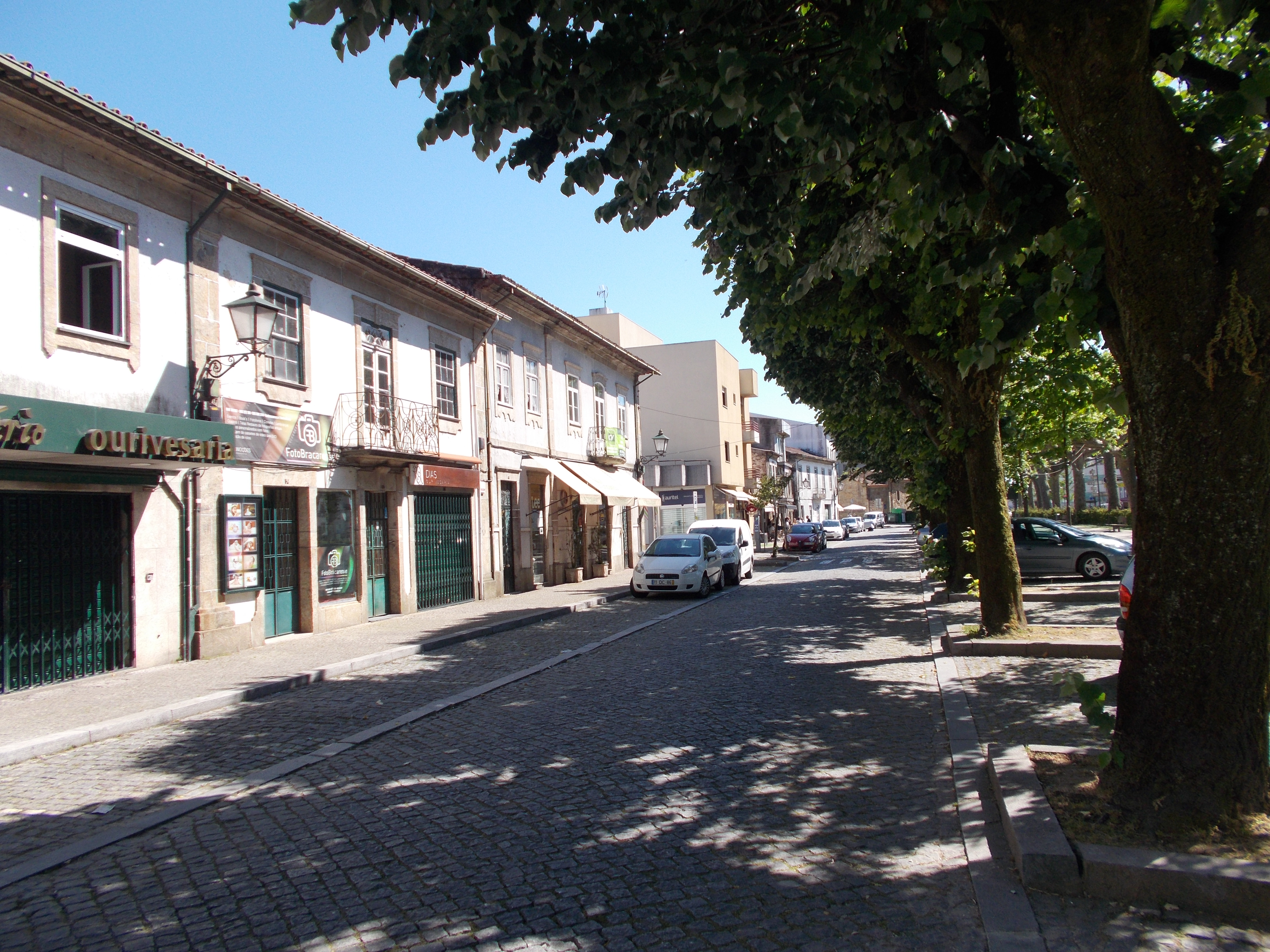
Vila Verde em 2021

## Resultados eleitorais

### Eleições autárquicas (junta de freguesia)
| Partido      | %    | M    | %    | M    | %    | M    | %    | M    | %    | M    | %    | M    | %    | M    | %    | M    | %    | M    | %    | M    |
| Partido      | 1976 | 1976 | 1979 | 1979 | 1982 | 1982 | 1985 | 1985 | 1989 | 1989 | 1993 | 1993 | 1997 | 1997 | 2001 | 2001 | 2005 | 2005 | 2009 | 2009 |
| ------------ | ---- | ---- | ---- | ---- | ---- | ---- | ---- | ---- | ---- | ---- | ---- | ---- | ---- | ---- | ---- | ---- | ---- | ---- | ---- | ---- |
| PS           | 35,2 | 3    | 36,6 | 5    | 40,1 | 6    | 35,6 | 4    | 50,7 | 5    | 46,8 | 5    | 36,0 | 4    | 40,4 | 4    |      |      |      |      |
| PPD/PSD      | 33,1 | 3    | 24,6 | 3    |      |      | 22,5 | 2    |      |      | 24,8 | 2    | 24,2 | 2    | 53,3 | 5    | 31,3 | 3    |      |      |
| CDS-PP       | 19,1 | 2    | 26,3 | 4    |      |      | 25,4 | 2    |      |      | 19,7 | 2    |      |      |      |      | 3,6  | -    |      |      |
| FEPU/APU/CDU | 9,0  | 1    | 9,7  | 1    | 6,7  | -    | 2,7  | -    | 6,4  | -    | 5,8  | -    | 1,9  | -    | 3,1  | -    | 2,7  | -    | 15,1 | 1    |
| AD           |      |      |      |      | 48,5 | 7    |      |      |      |      |      |      |      |      |      |      |      |      |      |      |
| PRD          |      |      |      |      |      |      | 11,1 | 1    |      |      |      |      |      |      |      |      |      |      |      |      |
| IND          |      |      |      |      |      |      |      |      | 39,7 | 4    |      |      | 35,1 | 3    |      |      | 58,7 | 6    | 76,0 | 8    |